# Koen Barbé
Koen Barbé (Geraardsbergen, 20 de enero de 1981) es un ciclista belga que fue profesional entre 2004 y 2013.

## Palmarés
2005
- Gran Premio Rudy Dhaenens

## Equipos
- Chocolade Jacques/Topsport Vlaanderen (2004-2008)
  - Vlaanderen-T Interim (2004)
  - Chocolade Jacques-T Interim (2005)
  - Chocolade Jacques-Topsport Vlaanderen (2006-2007)
  - Topsport Vlaanderen (2008)
- Landbouwkrediet/Crelan (2009-2013)
  - Landbouwkrediet-Colnago (2009-2010)
  - Landbouwkrediet (2011)
  - Landbouwkrediet-Euphony (2012)
  - Crelan-Euphony (2013)